# Overijssel
Overijssel (nizozemski: Provincie Overijssel) je jedna od 12 nizozemskih provincija, smještena na sjeveroistoku zemlje.

## Geografija
Provincija Overijssel ima površinu od 3421 km² i 1 184 333 stanovnika (popis 2023.), a njezin glavni grad je Zwolle. Četvrta je po veličini provincija u državi. Prostire se od Njemačke na istoku i između provincija Drenthea (sjever), Flevolanda (zapad) i Gelderlanda na jugu. Kroz pokrajinu teku rijeke IJssel, Vechte, Zwarte Water i Regge te brojni kanali od kojih su najveći Twente i Overijssel. Njezino ime sugerira da se pokrajina prostire preko IJssela (rukavca Rajne) prema sjeveru.
Dobar dio terena Overijssela je delta nastala glacijacijom, s pjeskovitim tlom, niskim brežuljcima koji su nekad bili prekriveni vrijesištima, te razbacanim šumarcima i vlažnim močvarnim livadama. Široko područje uz rijeke sjeverno od Zwollea čini nisko tresetište, prekriveno glinom. Taj sjeverozapadni dio provincije prvenstveno je poznat po uzgoju goveda i proizvodnji mlijeka, kao i po malim farmama mješovite proizvodnje. Središnji okrug Salland poznat je po voćarstvu.
Provincija Overijssel još je tijekom 19. stoljeća postala vrlo industrijalizirana. Okrug Twente na jugoistoku, u kojem se razvila prerada pamuka (predenje, tkanje, izbjeljivanje), još je danas jedan je od glavnih središta nizozemske tekstilne industrije. Najveća industrijska središta su Enschede, Almelo, Hengelo i Oldenzaal, a ostali važni industrijski centri su Deventer, Kampen i Zwolle. U provinciji se nalaze i dva nacionalna parka, osnovana 1934. i 1957. godine, koja se prostiru na sjeverozapadu. Parkovi su osnovani s ciljem očuvanja tresetišta i močvarnih biljaka, te kao rezervat za ptice močvarice.

## Povijest
Prvi se put spominje pod imenom Oversticht, kao feud biskupa iz Utrechta. U srednjem vijeku tadašnji hanzeatski gradovi Kampen, Deventer i Zwolle bili su među najbogatijim i najvažnijim gradovima u Nizozemskoj, sve do kraja 15. stoljeća kada je Amsterdam preuzeo vodstvo. Biskupi Utrechta prodali su 1527. Oversticht caru Karlu V. i od tada je postao dijelom habsburških nasljednih zemalja. Overijssel je bio jedna od prvih provincija koja je u 16. stoljeća pristupila savezu sedam ujedinjenih nizozemskih provincija, koji je doveo do zbacivanja španjolske vlasti i osnivanja Nizozemske Republike.

## Vanjske poveznice
- Službene stranice provincije  Arhivirana inačica izvorne stranice od 9. kolovoza 2018. (Wayback Machine) (nizoz.)
- Overijssel na portalu Encyclopædia Britannica (engl.)